# Mhasla
Mhasla là một thị trấn thống kê (census town) của quận Raigarh thuộc bang Maharashtra, Ấn Độ.

## Địa lý
Mhasla có vị trí 18°08′B 73°07′Đ / 18,13°B 73,12°Đ Nó có độ cao trung bình là 93 mét (305 feet).

## Nhân khẩu
Theo điều tra dân số năm 2001 của Ấn Độ, Mhasla có dân số 8762 người. Phái nam chiếm 49% tổng số dân và phái nữ chiếm 51%. Mhasla có tỷ lệ 73% biết đọc biết viết, cao hơn tỷ lệ trung bình toàn quốc là 59,5%: tỷ lệ cho phái nam là 76%, và tỷ lệ cho phái nữ là 70%. Tại Mhasla, 15% dân số nhỏ hơn 6 tuổi.